# Михаил Станчев
Михаил Георгиевич Станчев (на украински: Михайло Георгійович Станчев) е съветски и украински историк, бесарабски българин. Той е доктор на историческите науки, професор на Харковския университет „В. Н. Каразин“, чуждестранен член на Българската академия на науките, гост-изследовател в Института за исторически изследвания при БАН, гост-професор в Софийския университет "Св. Климент Охридски" и Новия български университет.
Той е основател и почетен председател на българското дружество „Марин Дринов“ в Харковския университет, един от инициаторите на периодично провежданите международни научни Дринови четения в същия университет. Михаил Станчев е основател и научен ръководител на Центъра за българистични и балканистични  изследвания, носител на почетните знаци на БАН: „За заслуги към БАН“ и „проф. Марин Дринов на лента“ за неговия значим принос за развитието на българистиката в Украйна и страните от ОНД.
Автор и съавтор е на повече от 250 научни публикации и 28 монографии по история и култура на България и по международни отношения, сред които са: „Из историята на българските преселници в Русия“ (1989), „В борьбе против самовластия. X. Г. Раковский в 1927-1941 г.“ (1993), „Между Москвой и Западом. Дипломатическая деятельность X. Г. Раковского“ (1994), „Фарс на крови“ (1997), „Архив Л. Троцкого“. Т. 1-3 (1999 – 2001), "Д-р Кръстю Раковски: държавник, политик и дипломат" (София, 2005), "Болгары в Российской империи, СССР, странах Балтии и СНГ". Том 1. Статистически сборник." (2009),  "Болгары в Российской империи, СССР, странах Балтии и СНГ". Том 2. Биографическая энциклопедия" (2015), "Третья мировая. Битва за Украину" (2015). и др. Трудовете му са публикувани  на български,  украински, руски, полски, английски, испански, румънски, хърватски, литовски езици и се намират в 222 библиотеки в Канада и САЩ, Европа, Япония, Украйна и Русия.

## Биография
Михаил Станчев е роден на 28 април 1953 г. в село Тахиркул, Ариски район, Южно-Казахсанска област (дн. Туркестанска област), Казахска ССР. Роден е в семейство българи, депортирани от режима на Йосиф Сталин, от село Кортен, Молдавска ССР в село Тахиркул, Казахска ССР. През 1975 г. завършва висше образование в Харковския университет, специалност „История“. През 1982 г. защитава докторска дисертация на тема „Украинско-българските културни връзки през 60-те и 70-те години на 20 век“. През 1988/1989 г. специализира в Софийския университет. През 2000 г. защитава голямата докторска дисертация "Д-р Кр. Раковски: държавник, политик и дипломат. 1873-1941 г." 
От 1991 г. е завеждащ международен отдел на кметството в Харков. В периода от 1998 до 2001 г. е временно управляващ и съветник в Посолството на Украйна в България. Началник отдел за Югоизточна Европа в МВнР на Украйна (2001 – 2002) и началник Дирекция „Международна дейност, външноикономически връзки  и европейска интеграция“ в Харковската областна администрация. От 2012 г. завежда катедра по нова и най-нова история в историческия факултет на Харковския университет „В. Н. Каразин“.
Българистиката става негов главен обект на изследване. Чете лекции по нова българска история в университетите в Севастопол, Харков и Киев. Канен e и като гост-професор по проблемите на българската диаспора в България, Япония, Германия и САЩ.

## Руско нападение над Украйна
По време на руското нападение над Украйна той се намира в град Харков, остава там от началото на боевете при Харков на 24 февруари до 7 март 2022 г., когато напуска града.. Вече в София акад. М. Станчев публикува заедно с Юрий Фелштинский (САЩ) своята книга ". Blowing up Ukraine: The Return of Russian Terror and the Threat of World War III". London: Gibson Square Books Ltd. 304 p.(2022).

## Научни трудове
- Чернявский Г. И., Станчев М. Г. В борьбе против самовластия: Х. Г. Раковский в 1927—1941 гг. — Харьков, 1993. — 324 с.
- Головко В. И., Станчев М. Г., Чернявский Г. И. Между Москвой и Западом. Дипломатическая деятельность Х. Раковского. — Харьков: Око, 1994. — 384 с.
- Станчев М. Г., Чернявский Г. И. Фарс на крови. — Харьков: Око, 1997. — 286 с.
- .Архив Л. Д. Троцкого: Т. 1- 3 (Коммунистическая оппозиция в СССР) / сост. Ю. Фельштинский; научн. ред. Г. Чернявский, М. Станчев. — Т. 1. — Х.: Око, 1999. — 456 с
- Архив Л. Д. Троцкого: Т. 1- 3 (Коммунистическая оппозиция в СССР) / сост. Ю. Фельштинский; научн. ред. Г. Чернявский, М. Станчев. — Т. 2. — Харьков: Око, 2001. — 476 с.
- Архив Л. Д. Троцкого: Т. 1- 3 (Коммунистическая оппозиция в СССР) / сост. Ю. Фельштинский; научн.ред. Г. Чернявский, М. Станчев. — Т. 3. Ч. 1. — Х.: Око, 2002. — 432 с. (электронный вариант). — Режим доступа: http: // lib.ru/history/Felshtinsky/trotsky3.txt
- Архив Л. Д. Троцкого: Т. 1- 3 (Коммунистическая оппозиция в СССР) / сост. Ю. Фельштинский; научн. ред. Г. Чернявский, М. Станчев. — Т. 3. Ч.2. — Х.: Око, 2002. — 484 с. (электронный вариант). Режим доступа: htpp: // lib.ru/history/Felshtinsky/trotsky3.txt
- Станчев М. Д-р Кр. Раковски: политик, държавник, дипломат. — София, АИ «Марин Дринов» на БАН, 2004. — 314 с.
- Станчев М., Георгиев Л., Чолов П. и др. Василий Каразин: живот и дейност. — София: АИ «Марин Дринов», 2005. — 376 с.
- Станчев М. Г., Чернявский Г. И. Георгий Бакалов. Политическая биография (с культурологическим компонентом). — София, 2006. — 420 с.
- Станчев М., Георгиев Л., Владева Л. Н. Н. Каразин. Дунав в пламъци / Дневник на корреспондента / Репортажи (1877—1878 г.). — София, 2008. — 250 с.
- Станчев М. Г., Чернявский Г. И. Л. Д. Троцкий. Болгария и болгары. — София: Акад. изд-во «М.Дринов», 2008. — 354 с.
- Станчев М. Г. Болгары в Российской империи, СССР, странах Балтии и СНГ: Статистический сборник. — София: АИ «Марин Дринов», 2009. — Т. 1. — 618 с.
- Станчев М. Род Станчевых, с. Кортен, Республика Молдова. — София, 2010. — 184 с.
- Канистратенко Н. Н., Станчев М. Г., Евсеенко С. В. Георгий Иосифович Чернявский : Биобиблиографический указатель. — Харьков: ХДАК, 2011. — 94 с.
- Чернявский Г. И., Станчев М. Г., Тортика (Лобанова) М. В. Жизенный путь Христиана Раковского. Европеизм и большевизм: неоконченная дуэль. — М. : ЗАО Издательство Центрполиграф, 2014. — 557 с.
- Станчев М. Г., Полякова Ю. Ю. Георгий Николаевич Попов — профессор Харьковского университета. Библиография. Воспоминания / сост. М. Г. Станчев, Ю. Ю. Полякова; научн. ред. С. Ю. Страшнюк; библиогр. ред. С. Б. Глибицкая. — Х.: ХНУ имени В. Н. Каразина, 2015. — 64 с.
- Станчев М. Г., Полякова Ю. Ю. Євген Петрович Пугач — профессор Харківського національного університету імені В. Н. Каразіна (до 80-річчя від дня народження); бібліогр. показч. / уклад. М. Г. Станчев, Ю. Ю. Полякова; наук. ред. С. Ю. Страшнюк; бібліогр.ред. С. Б. Глибицька. — Х.: ХНУ імені В. Н. Каразіна, 2015. — 24 с.
- Фельштинский Ю., Станчев М. Третья мировая. Битва за Украину. — К.: Наш формат, 2015. — 465 с.
- Фельштинський Ю., Станчев М. Третя світова. Битва за Україну. — К.: Наш формат, 2015. — 460 с.
- Jurij Felsztinski, Michail Stanczew. Trzecia wojna swiatowa? Bitwa o Ukraine. Przetozyt Jerzy Redlich. — Poznan: Dom wydawniczy rebis, 2015. — 431 p.
- Станчев М. Г. Болгары в Российской империи, СССР, странах Балтии и СНГ. Биографическая энциклопедия. — Т. 2. — Харьков: ОПП Контраст, 2016. — 592 с.
- 1. Yuri Felshtinsky, Michael Stanchev. Blowing up Ukraine: The Return of Russian Terror and the Threat of World War III. London: Gibson Square Books Ltd. 304 p. ISBN: 9781783341917.   ;
- Jurij Felštinskij,  Michail Stančev. Trečiasis pasaulinis. Mūšis dėl Ukrainos.  Vilnius: Briedis. 2022. 320 p/ ISBN: 9789955269830;
- Y. Felshtinski, M.Stancev. Ucrania: la primera batalla de la Tercera Guerra Mundial. Barselona: Ediciones Deusto, 2022. 448 p. ISBN 978-84-234-3419-
- J. Felstinski, M. Stanchev. Bitka za Ukrajinu. Treci svjetski rat? Zagreb, Stilus, 2022.
- . Ю. Фельштинский, М. Станчев. Третья мировая: битва за Украину. К.: Наш формат, 2022.
- Ю. Фельштинський, М. Станчев. Третя світова: битва за Україну. К.: Наш формат, 2022
- Ю. Фелштински, М. Станчев. Трета световна: битката за Украйна. София: изд-во на Нов български универ